# کاناله مونترانو
کاناله مونترانو (به ایتالیایی: Canale Monterano) یک کومونه در ایتالیا است که در استان رم واقع شده‌است.

## خصوصیات
کاناله مونترانو ۳۶٫۹ کیلومترمربع مساحت و ۴٬۲۴۶ نفر جمعیت دارد و ۳۷۸ متر بالاتر از سطح دریا واقع شده‌است.